# 이화정 (배우)
이화정(1985년 12월 18일 ~ )은 대한민국의 배우이다.

## 학력
- 경희대학교 연극영화학과

## 연극
- 2012년 연극 《뷰티풀 번아웃》
- 2015년 연극 《해롤드&모드》
- 2015년 연극 《복도에서 미성년으로 간다》
- 2016년 연극 《세일즈맨의 죽음 - saccube2016》
- 2017년 연극 《보도지침》
- 2019년 연극 《보도지침》
- 2020년 연극 《1인용 식탁》
- 2022년 연극 《제 43회 서울연극제 - 베로나의 두 신사》
- 2023년 연극 《누수공사》
- 2023년 연극 《베로나의 두 신사》 ... 발렌타인 역

## 영화
- 2010년 영화 《폐가》 ... 영주 역
- 2013년 영화 《감시자들》 ... 타조 역
- 2014년 영화 《나의 독재자》 ... 리건 역
- 2016년 영화 《춘몽》 ... 리포터 역
- 2019년 영화 《엑시트》 ... 김 기자 역
- 2021년 영화 《더 박스》 ... 취객 5 역
- 2021년 영화 《모가디슈》 ... 장윤화 역
- 2022년 영화 《젠틀맨》 ... 화진선배 역

## 드라마
- 2019년 JTBC 월화 미니시리즈 《열여덟의 순간》
- 2022년 SBS 금토 미니시리즈  《소방서 옆 경찰서》 ... 한수진 역
- 2023년 SBS 금토 미니시리즈  《소방서 옆 경찰서 그리고 국과수》 ... 한수진 역
- 2023년 tvN 금요 미니시리즈  《운수 오진 날》
- 2024년 MBC 저녁 일일연속극  《용감무쌍 용수정》 ... 기미연 역